# Birmana gracilis
Birmana gracilis is een rechtvleugelig insect uit de familie doornsprinkhanen (Tetrigidae). De wetenschappelijke naam van deze soort is voor het eerst geldig gepubliceerd in 1893 door Brunner von Wattenwyl.